# Jo Jin-mi
Dans ce nom coréen, le nom de famille, Jo, précède le nom personnel.
Pour les articles homonymes, voir Jo.
Jo Jin-mi (hangeul : 조진미 ; RR : Jo Jinmi ; MR : Cho Chinmi), née le 15 novembre 2004, est une plongeuse nord-coréenne. Elle est médaillée d'argent en synchronisé à 10 m aux Jeux de 2024.

## Carrière
En paire avec Kim Mi-rae, elle remporte la médaille d'or en plongeon à 10 m synchronisé lors des Diving World Series de Montréal en 2019 puis l'argent dans la même discipline lors des Championnats du monde 2024.
Sélectionnée pour représenter la Corée du Nord aux Jeux olympiques d'été de 2024 en plongeon synchronisé à 10 m avec Kim, la paire termine à la 2e place du podium derrière les Chinoises Chen Yuxi et Quan Hongchan.

## Palmarès

### Jeux olympiques
- Jeux olympiques d'été de 2024 à Paris ( France) :
  -  Médaille d’argent en plongeon synchronisé à 10 mètres femmes (avec Kim Mi-rae)

### Championnats du monde
- Championnats du monde 2024 à Doha ( Qatar) :
  -  Médaille d'argent du plongeon synchronisé sur la plateforme à 10 m
  -  Médaille d'argent du plongeon synchronisé mixte sur la plateforme à 10 m
- Championnats du monde 2025 à Singapour ( Singapour) :
  -  Médaille d'argent du plongeon synchronisé mixte sur la plateforme à 10 m
  -  Médaille de bronze du plongeon synchronisé sur la plateforme à 10 m